# Megalopsalis marplesi
Megalopsalis marplesi är en spindeldjursart som beskrevs av Forster 1944. Megalopsalis marplesi ingår i släktet Megalopsalis och familjen Monoscutidae. Inga underarter finns listade i Catalogue of Life.